# 6e cérémonie des St. Louis Film Critics Association Awards
La 6e cérémonie des St. Louis Film Critics Association Awards, décernés par la St. Louis Film Critics Association, a eu lieu le 21 décembre 2009, et a récompensé les films réalisés dans l'année.

## Palmarès

### Meilleur film
- In the Air  (Up in the Air)
  - (500) jours ensemble ((500) Days of Summer)
  - Une éducation (An Education)
  - Démineurs (The Hurt Locker)
  - Invictus
  - Precious (Precious: Based on the Novel 'Push' by Sapphire)
  - Là-haut (Up)

### Meilleur réalisateur
- Kathryn Bigelow pour Démineurs (The Hurt Locker)
  - Jason Reitman pour In the Air (Up in the Air)
  - Wes Anderson pour Fantastic Mr. Fox
  - Oren Moverman pour The Messenger
  - Quentin Tarantino pour Inglourious Basterds

### Meilleur acteur
- George Clooney pour le rôle de Ryan Bingham dans In the Air (Up in the Air)
  - Jeff Bridges pour le rôle de Bad Blake dans Crazy Heart
  - Ben Foster pour le rôle du sergent-chef Will Montgomery dans The Messenger
  - Morgan Freeman pour le rôle de Nelson Mandela dans Invictus
  - Jeremy Renner pour le rôle du sergent William James dans Démineurs (The Hurt Locker)
  - Patton Oswalt pour le rôle de Paul Aufiero dans Big Fan

### Meilleure actrice
- Carey Mulligan pour le rôle de Jenny dans Une éducation (An Education)
  - Meryl Streep pour le rôle de Julia Child dans Julie et Julia (Julie and Julia)
  - Gabourey Sidibe pour le rôle de Claireece "Precious" Jones dans Precious (Precious: Based on the Novel 'Push' by Sapphire)
  - Saoirse Ronan pour le rôle de Susie Salmon dans Lovely Bones (The Lovely Bones)
  - Maya Rudolph pour le rôle de Verona De Tessant dans Away We Go

### Meilleur acteur dans un second rôle
- Christoph Waltz pour le rôle du colonel Hans Landa dans Inglourious Basterds
  - Woody Harrelson pour le rôle du capitaine Tony Stone dans The Messenger
  - Stanley Tucci pour le rôle de George Harvey dans Lovely Bones (The Lovely Bones)
  - Alfred Molina pour le rôle de Jack Miller dans Une éducation (An Education)
  - Robert Duvall pour le rôle d'Ely dans La Route (The Road)

### Meilleure actrice dans un second rôle
- Mo'Nique pour le rôle de Mary Lee Johnston dans Precious (Precious: Based on the Novel 'Push' by Sapphire)
  - Anna Kendrick pour le rôle de Natalie Keener dans In the Air (Up in the Air)
  - Vera Farmiga pour le rôle d'Alex dans In the Air (Up in the Air)
  - Marion Cotillard pour le rôle de Luisa Contini dans Nine
  - Mélanie Laurent pour le rôle de Shosanna Dreyfus dans Inglourious Basterds
  - Samantha Morton pour le rôle d'Olivia Pitterson dans The Messenger

### Meilleur scénario
- (500) jours ensemble ((500) Days of Summer) – Scott Neustadter et Michael H. Weber
  - Une éducation (An Education) – Nick Hornby
  - Inglourious Basterds – Quentin Tarantino
  - Démineurs (The Hurt Locker) – Mark Boal
  - In the Air (Up in the Air) – Jason Reitman et Sheldon Turner

### Meilleure photographie
- Nine – Dion Beebe
  - Inglourious Basterds – Robert Richardson
  - Démineurs (The Hurt Locker) – Barry Ackroyd
  - Les Trois Royaumes (赤壁) – Yue Lü and Li Zhang
  - A Single Man – Eduard Grau
  - Max et les maximonstres (Where the Wild things Are) – Lance Acord

### Meilleurs effets visuels
- Avatar
  - Lovely Bones (The Lovely Bones)
  - District 9
  - Star Trek)
  - Max et les maximonstres (Where the Wild things Are)

### Meilleure musique de film
- Nine
  - Good Morning England (The Boat That Rocked)
  - Crazy Heart
  - La Princesse et la Grenouille (The Princess and the Frog)
  - Là-haut (Up)

### Meilleure comédie
- Very Bad Trip (The Hangover)
  - (500) jours ensemble ((500) Days of Summer)
  - Away We Go
  - Good Morning England (The Boat That Rocked)
  - Bienvenue à Zombieland (Zombieland)

### Film le plus original, innovant ou créatif
- Lovely Bones (The Lovely Bones)

### Moving the Medium Forward
- Avatar
  - Lovely Bones (The Lovely Bones)
  - (500) jours ensemble ((500) Days of Summer)
  - District 9
  - Fantastic Mr. Fox

### Meilleur film en langue étrangère
- Les Trois Royaumes (赤壁) •  Chine
  - La Nana •  Chili
  - Coco avant Chanel •  France
  - Treeless Mountain •  Corée du Sud
  - La Bande à Baader (Der Baader Meinhof Komplex) •  Allemagne
  - Sin Nombre •  Mexique /  États-Unis

### Meilleur film d'animation
- Là-haut (Up)
  - Coraline
  - Fantastic Mr. Fox
  - Ponyo sur la falaise (崖の上のポニョ)
  - La Princesse et la Grenouille (The Princess and the Frog)

### Meilleur film documentaire
- Capitalism : A Love Story (Capitalism: A Love Story)
  - Anvil ! (Anvil! The Story of Anvil)
  - Food, Inc.
  - Good Hair
  - Tyson

### Special Merit
(meilleure scène, technique cinématographique ou autre moment mémorable)
- Scène d'ouverture du mariage – Là-haut (Up)
  - Séquence espoirs/réalité avec division de l'écran – (500) jours ensemble ((500) Days of Summer)
  - Scène du lendemain de la fête – (500) jours ensemble ((500) Days of Summer)
  - Scène d'ouverture chez le fermier – Inglourious Basterds
  - Scène de Mo'Nique au bureau du travailleur social – Precious (Precious: Based on the Novel 'Push' by Sapphire)